# Estación de Domont
La estación de Domont es una estación ferroviaria francesa situada en la comuna homónima, en el departamento de Valle del Oise, al norte de París. Pertenece a la línea H del Transilien.

## Historia
Fue inaugurada en 1877 por parte de la Compañía de Ferrocarriles del Norte con la apertura del tramo inicial de la línea Épinay - Le Tréport que en un primer momento unía Épinay con Persan. En 1938, la compañía fue absorbida por la actual SNCF.
Desde 1999 está plenamente integrada en la red de cercanías formando parte de la línea H del Transilien. 

## Descripción
La estación muestra un esquema clásico con dos andenes laterales para dos vías. Un edificio de planta baja adornado con un frontón y realzado parcialmente para dotarlo de un piso más sirve de vestíbulo y da acceso a los pasajeros.
Dispone de un aparcamiento gratuito de más de 500 plazas. 